# 朱褒㸅
安樂王朱褒㸅（16世紀—16世紀），明朝伊藩唯一一代安樂王，伊王朱典楧的庶第一子。

## 生平
嘉靖二十八年（1549年）十二月末，明世宗遣使持節赴洛陽，冊封朱褒㸅為安樂王。次年初，使者到達，朱褒㸅受封。
嘉靖四十三年（1564年），父親伊王朱典楧因罪被廢為庶人，發配鳳陽高墻。朱褒㸅及妃曹氏因連坐也被廢為庶人，發配省城開封安置。其後，朱褒㸅與曹氏二人卒於開封，葬於開封。後蒙朝廷恩典，二人得以返葬洛陽。

## 家庭

### 妻
- 曹氏，西城兵馬副指揮曹鳳女，嘉靖三十二年（1553年）冊為安樂王妃，嘉靖四十三年（1564年）被廢為庶人。[4][3]

### 妾
- 龐氏，生朱玉泉。
- 張氏，生朱玉峯、朱玉川。
- 陳氏，生朱玉山、三女。
- 魏氏，生朱玉崖。

### 子
- 庶第一子：朱玉泉，娶張氏。
  - 孫：朱二柱
  - 孫：朱三柱
  - 孫：朱四柱
- 庶第二子：朱玉峯，娶李氏。
- 庶第三子：朱玉山，娶謝氏。
  - 孫：朱胤嗣
- 庶第四子：朱玉崖，娶孫氏。
- 庶第五子：朱玉川，娶趙氏。

### 女
- 庶第一女：嫁李似楩。
- 庶第二女：嫁楊容光。
- 庶第三女：嫁趙從吉。[5]